# Kurihara
Kurihara (jap. 栗原市, Kurihara-shi) – miasto w Japonii, w prefekturze Miyagi, na wyspie Honsiu. 
Ma powierzchnię 804,97 km². W 2020 r. mieszkało w nim 64 637 osób, w 22 584 gospodarstwach domowych  (w 2010 r. 74 932 osoby, w 23 314 gospodarstwach domowych) .

## Położenie
Miasto leży w północnej części prefektury. Graniczy z miastami:
- Tome,
- Ōsaki,
- Yuzawa,
- Ichinoseki.

## Historia
Miasto Kurihara powstało w 2005 roku z połączenia 10 miasteczek i wiosek dawnego powiatu Kurihara.

## Transport

### Kolejowy
- Japońska Kolej Wschodnia
  - Tōhoku Shinkansen
  - Główna linia Tōhoku

### Drogowy
- Autostrada Tōhoku
- Drogi krajowe nr 4, 398, 457.